# Allium microspathum
Allium microspathum là một loài thực vật có hoa trong họ Amaryllidaceae. Loài này được Ekberg mô tả khoa học đầu tiên năm 1969.